# Hemicionins
Els hemicionins (Hemicyoninae) són una subfamília extinta de mamífers carnívors de la família dels ossos (Ursidae) que visqueren entre l'Oligocè superior i el Miocè mitjà. Se n'han trobat restes fòssils a Europa, Turquia i la Xina. Anteriorment eren considerats una família a part amb el nom Hemicyonidae.